# 兽人必须死 解放
《兽人必须死 解放》，兽人必须死系列的第三部游戏，游戏由罗伯特娱乐开发。与前两部游戏不同的是，第三部有防守和进攻的元素，允许玩家召集军队攻打AI或其他人类玩家。该游戏的时间设定在《兽人必须死2》后多年。因為在運行該遊戲幾個月後出現了經濟損失，所以羅伯特娛樂於2019年4月關閉了該遊戲的服務器，這使得此遊戲在沒有第三方修改的情況下不再可玩。